# Kambeng
Kambeng is een bestuurslaag in het regentschap Ponorogo van de provincie Oost-Java, Indonesië. Kambeng telt 2336 inwoners (volkstelling 2010).